# بریتسیگ
بریتسیگ (به آلمانی: Brietzig) یک شهر در آلمان است که در فرپومرن-گرایفسوالد واقع شده‌است. بریتسیگ ۱۹۸ نفر جمعیت دارد.